# Caprivi oriental
Pour les articles homonymes, voir Caprivi et Lozi.
1976–1989
Entités précédentes :
- Sud-Ouest africain

Entités suivantes :
- Namibie

Le Caprivi oriental, puis Lozi à partir de 1976, était, entre 1976 et 1989, un bantoustan autonome du Sud-Ouest africain (actuelle Namibie), alors géré par l'Afrique du Sud. Situé dans la région de Caprivi dans le nord-est de la Namibie, il regroupait des Africains de l'ethnie lozi.

## Histoire
Le bantoustan du Caprivi oriental est créé en mars 1972 selon le rapport de la commission Odendaal de 1964.
En mars 1976, l'autonomie est accordée au bantoustan qui est renommé Lozi le 1er avril 1976.
Du 1er juillet 1984 à la réincorporation du Lozi dans la nouvelle région namibienne de Caprivi, le bantoustan sera administré par le gouvernement de Namibie.
Durant les années 1980, le Lozi servi de base de repli du mouvement armé angolais UNITA et fut le théâtre de nombreuses incursions de la SWAPO repliée en Angola.

## Géographie

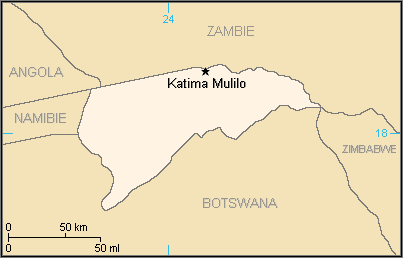
Carte du Caprivi oriental

Le Caprivi oriental se situait à l'extrême Nord-Est de la Namibie, au bout de la bande de Caprivi qui le relie au reste du pays. Il était entouré par l'Angola, la Zambie, le Zimbabwe et le Botswana et était bordé par le Zambèze au Nord, le Kwando à l'Est et le Chobe au Sud.
Le Caprivi oriental est une des régions les plus vertes et les plus peuplées de la Namibie.
Le climat tropical et la saison des pluies s'étendant de décembre à mars entretiennent de nombreux marécages, des plaines inondables, des forêts qui attirent une faune variée et nombreuse (environ 450 espèces animales).

## Politique
L'Alliance démocratique de la Turnhalle (Democratic Turnhalle Alliance ou DTA en anglais) fut au pouvoir du Lozi de 1976 à 1981.

### Liste des chefs d'État du Caprivi oriental
- Caprivi oriental
  - Josiah Moraliswane (chef du conseil) : de mars 1972 à mars 1976
- Caprivi oriental (autonome)
  - Josiah Moraliswane (ministre en chef) : de mars 1976 au 1er avril 1976
- Lozi (autonome)
  - Josiah Moraliswane (ministre en chef) : du 1er avril 1976 au 20 septembre 1976
  - Richard Muhinda Mamili (ministre en chef) (DTA) : du 20 septembre 1976 au 31 mars 1981
  - Josiah Moraliswane (président du comité exécutif) : du 31 mars 1981 au 30 juin 1984
- Lozi (autonome, administration namibienne)
  - H. J. Becker (président du comité exécutif) : du 1er juillet 1984 au 29 août 1984
  - F. P. J. Visagie (président du comité exécutif) : du 30 août 1984 au 18 mars 1986
  - I. J. van der Merwe (président du comité exécutif) : du 19 mars 1986 au 19 août 1986
  - A. G. Visser (président du comité exécutif) : du 20 août 1986 à mai 1989

## Population
Le Caprivi oriental avait été créé pour accueillir les Lozis. La capitale et ville la plus peuplée était Katima Mulilo (aujourd'hui chef-lieu de la région Caprivi). Les autres villes sont Choi, Chinchimane, Bukalo, Sibinda et Impaliola.
La langue officielle était le lozi.

## Drapeau
Avant 1977, un premier drapeau était en vigueur dans le Caprivi oriental. Il fut remplacé par un autre défini dans la section deux du Caprivi Flag Act.
Le bleu fait référence à la foi, la fidélité et la dévotion ainsi qu'aux lacs, rivières et au ciel. Le blanc représente l'unité, la paix et les efforts vers la vertu. Le vert fait référence à l'agriculture et aux ressources naturelles. Le rouge représente la lutte pour la liberté. Les éléphants symbolisent l'unité nationale.
Le drapeau a été abandonné en mai 1989 avec la réincorporation du bantoustan dans la Namibie.